# Яргорівська сільська рада
Я́ргорівська сільська́ ра́да — адміністративно-територіальна одиниця та орган місцевого самоврядування в Монастириському районі Тернопільської області. Адміністративний центр — село Яргорів.

## Загальні відомості
- Територія ради: 2,825 км²
- Населення ради: 657 осіб (станом на 2001 рік)
- Територією ради протікає річка Золота Липа

## Населені пункти
Сільській раді підпорядковані населені пункти:
- с. Яргорів

## Склад ради
Рада складається з 14 депутатів та голови.
- Голова ради: Мирона Степан Васильович
- Секретар ради: Остапюк Наталія Йосипівна

### Керівний склад попередніх скликань
| Прізвище, ім'я, по батькові | Основні відомості                                                         | Дата обрання | Дата звільнення |
| --------------------------- | ------------------------------------------------------------------------- | ------------ | --------------- |
| Кочан Мирослав Ярославович  | Сільський голова, 1969 року народження, безпартійний                      | 26.03.2006   | 31.10.2010      |
| Мирона Степан Васильович    | Сільський голова, 1960 року народження, освіта вища, член Народної партії | 31.10.2010   |                 |

Примітка: таблиця складена за даними сайту Верховної Ради України

### Депутати
За результатами місцевих виборів 2010 року депутатами ради стали:

#### За суб'єктами висування
| Суб'єкт висування               | Кількість обраних депутатів | %    |
| ------------------------------- | --------------------------- | ---- |
| Самовисування                   | 11                          | 78,6 |
| Народна партія                  | 2                           | 14,3 |
| Політична партія «Наша Україна» | 1                           | 7,1  |

#### За округами
| № округу                        | Прізвище, ім'я, по батькові | Дата визнання обраним | Освіта             | Партійна приналежність                | Відомості про обраного депутата                               |
| ------------------------------- | --------------------------- | --------------------- | ------------------ | ------------------------------------- | ------------------------------------------------------------- |
| Народна Партія                  |                             |                       |                    |                                       |                                                               |
| 1                               | Батіг Тетяна Василівна      | 02.11.2010            | середня            | позапартійна                          | тимчасово не працює                                           |
| 13                              | Мирона Віталій Степанович   | 02.11.2010            | середня            | позапартійний                         | Івано-Франківський національний медичний університет, студент |
| Політична партія «Наша Україна» |                             |                       |                    |                                       |                                                               |
| 7                               | Герасимів Ірина Михайлівна  | 02.11.2010            | середня            | член Політичної партії «Наша Україна» | тимчасово не працює                                           |
| Самовисування                   |                             |                       |                    |                                       |                                                               |
| 2                               | Остап'юк Наталія Йосипівна  | 02.11.2010            | середня            | позапартійна                          | Яргорівська с/р, секретар                                     |
| 3                               | Гель Василь Васильович      | 02.11.2010            | середня            | позапартійний                         | тимчасово не працює                                           |
| 4                               | Кордяк Олександра Василівна | 02.11.2010            | середня спеціальна | позапартійна                          | Яргорівська с/р, головний бухгалтер                           |
| 5                               | Білоус Василь Степанович    | 02.11.2010            | середня            | позапартійний                         | пенсіонер                                                     |
| 6                               | Остап'юк Галина Григорівна  | 02.11.2010            | середня            | позапартійна                          | пенсіонер                                                     |
| 8                               | Кордяк Віталій Михайлович   | 02.11.2010            | середня            | позапартійний                         | приватний підприємець                                         |
| 9                               | Остап'юк Іван Ярославович   | 02.11.2010            | середня            | позапартійний                         | тимчасово не працює                                           |
| 10                              | Кордяк Роман Михайлович     | 02.11.2010            | середня            | позапартійний                         | приватний підприємець                                         |
| 11                              | Остап'юк Галина Дмитрівна   | 02.11.2010            | середня            | позапартійна                          | тимчасово не працює                                           |
| 12                              | Лавро Володимир Васильович  | 02.11.2010            | середня            | позапартійний                         | Монастириське АТП16151, водій                                 |
| 14                              | Кордяк Василь Михайлович    | 02.11.2010            | середня            | позапартійний                         | приватний підприємець                                         |